# Kinbergonuphis proalopus
Kinbergonuphis proalopus är en ringmaskart som först beskrevs av Chamberlin 1919.  Kinbergonuphis proalopus ingår i släktet Kinbergonuphis och familjen Onuphidae.
Artens utbredningsområde är havet kring Nya Zeeland. Inga underarter finns listade i Catalogue of Life.